# 실프베르시욀드 남작부인 데시리에 공주
실프베르시욀드 남작부인 데시리에 공주(Princess Désirée, Baroness Silfverschiöld, 1938년 6월 2일 ~ )는 스웨덴 왕실의 일원이다. 그녀는 베스테르보텐 공작 구스타프 아돌프 왕자와 지빌라 폰 작센코부르크고타 공녀의 삼녀이자 칼 16세 구스타프의 셋째 누나이다. 